# Зелёный (Нижегородская область)
Зелёный — посёлок в городском округе Семёновский Нижегородской области. Входит в состав Медведевского сельсовета.

## География
Деревня находится в лесистой местности, на расстоянии 2 км к юго-западу от города Семёнов, административного центра городского округа, и 58 км к северо-востоку от города Нижний Новгород, административного центра области.

### Часовой пояс
Посёлок Зелёный, как и вся Нижегородская область, находится в часовой зоне МСК (московское время). Смещение применяемого времени относительно UTC составляет +3:00.

## Население
| 2002 | 2010 |
| ---- | ---- |
| 154  | ↘123 |